# Volleybalvereniging Taurus 2021-2022 (maschile)
Questa voce raccoglie le informazioni riguardanti il Volleybalvereniging Taurus nelle competizioni ufficiali della stagione 2021-2022.

## Organigramma societario
Area direttiva
- Presidente: Nicole Teeuwen

Area tecnica
- Allenatore: Erik Gras

## Rosa
| N° | Nome                 | Ruolo | Data di nascita  | Nazionalità sportiva |
| -- | -------------------- | ----- | ---------------- | -------------------- |
| 1  | Daan Pardijs         | C     | 1999             | Paesi Bassi          |
| 2  | Max Donker           | S     | 23 febbraio 1998 | Paesi Bassi          |
| 3  | Jens de Hoogh        | S     | 21 giugno 1999   | Paesi Bassi          |
| 4  | Niels Lipke          | L     | 20 dicembre 2002 | Paesi Bassi          |
| 5  | Flor Polinder        | P     | 21 aprile 1996   | Paesi Bassi          |
| 6  | Martijn Rijksen      | C     | 2000             | Paesi Bassi          |
| 7  | Dylan Boerefijn      | O     | 6 settembre 1995 | Paesi Bassi          |
| 8  | Hans van Westrienen  | S     | 1991             | Paesi Bassi          |
| 9  | Ralph van Gasteren   | C     | 1984             | Paesi Bassi          |
| 10 | Timo Noordhoek       | O     | 10 dicembre 1998 | Paesi Bassi          |
| 11 | Tom van den Boogaard | S     | 8 febbraio 1992  | Paesi Bassi          |
| 12 | Robin Schols         | P     | 2002             | Paesi Bassi          |
| 15 | Jelle van Jaarsveld  | O     | 4 aprile 1988    | Paesi Bassi          |
| 18 | Finn Frielink        | S     | 1993             | Paesi Bassi          |

## Statistiche

### Statistiche di squadra
| Competizione          | Punti | In casa | In casa | In casa | In trasferta | In trasferta | In trasferta | Totale | Totale | Totale |
| Competizione          | Punti | G       | V       | P       | G            | V            | P            | G      | V      | P      |
| --------------------- | ----- | ------- | ------- | ------- | ------------ | ------------ | ------------ | ------ | ------ | ------ |
| Eredivisie            | 27/17 | 15      | 9       | 6       | 15           | 4            | 11           | 30     | 13     | 17     |
| Coppa dei Paesi Bassi | -     | 0       | 0       | 0       | 2            | 1            | 1            | 2      | 1      | 1      |
| Totale                | -     | 15      | 9       | 6       | 17           | 5            | 12           | 32     | 14     | 18     |

### Statistiche dei giocatori
Dati non disponibili.